# Lustgården 14

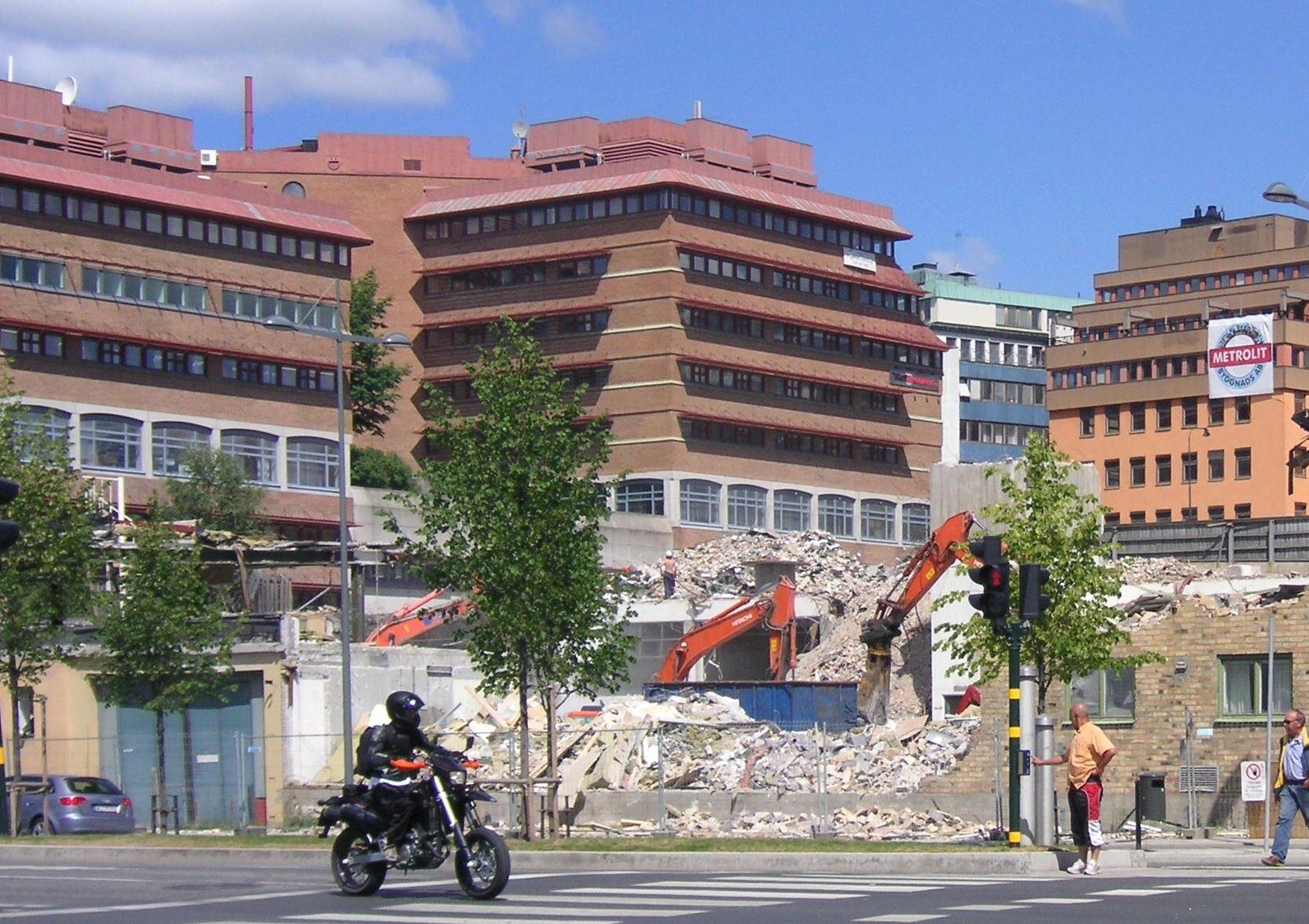
Fastigheten till vänster sett från Lindhagensgatan 2008 innan rivningen inleddes. I förgrunden pågår rivningen av byggnaden i Lustgården 17 och 16.

Lustgården 14 är en kontorsfastighet i kvarteret Lustgården i Stadshagen på Kungsholmen i Stockholm. Fastigheten bebyggdes i mitten av 1980-talet av det då fortfarande kommunala fastighetsbolaget Hiby, som uppförde nio sammanbyggda punkthus i tegel som bildade tre oktagonala innergårdar. Under 2010 inledde den nya fastighetsägaren Skanska rivning av den befintliga bebyggelsen och efter tre års byggtid färdigställdes i början av år 2014 ett kontorshus med bostäder och parkeringsgarage. 

## Kvarterets namn och läge
År 1876 förvärvades marken av Tomt AB Hornsberg som hade planer på att skapa Hornsbergs villastad.
Den nya villastaden hade romantiska kvartersnamn som Tillflykten, Lyckan, Kojan, Paradiset och Lustgården. 
Men villastaden blev aldrig någon framgång och bolaget lyckades inte sälja en enda tomt. Idag påminner bara några av de romantiska kvartersnamnen om denna tid.
Nu gällande kvartersutformning för Lustgården fastställdes i stadsplanen från mars 1939 samtidigt bestämdes bebyggelse för industriändamål. Kvarteret omges idag av Lindhagensgatan, Kellgrensgatan, Warfvinges väg och Essingeledens viadukt som uppstolpad på cirka sex meters höjd över Strandbergsgatan passerar på västra sidan. Idag ingår området i riksintresse för kulturmiljövården som omfattar hela Stockholms innerstad tillsammans med Djurgården, Essingeleden är riksintresse för kommunikation.

## Bebyggelsehistoria

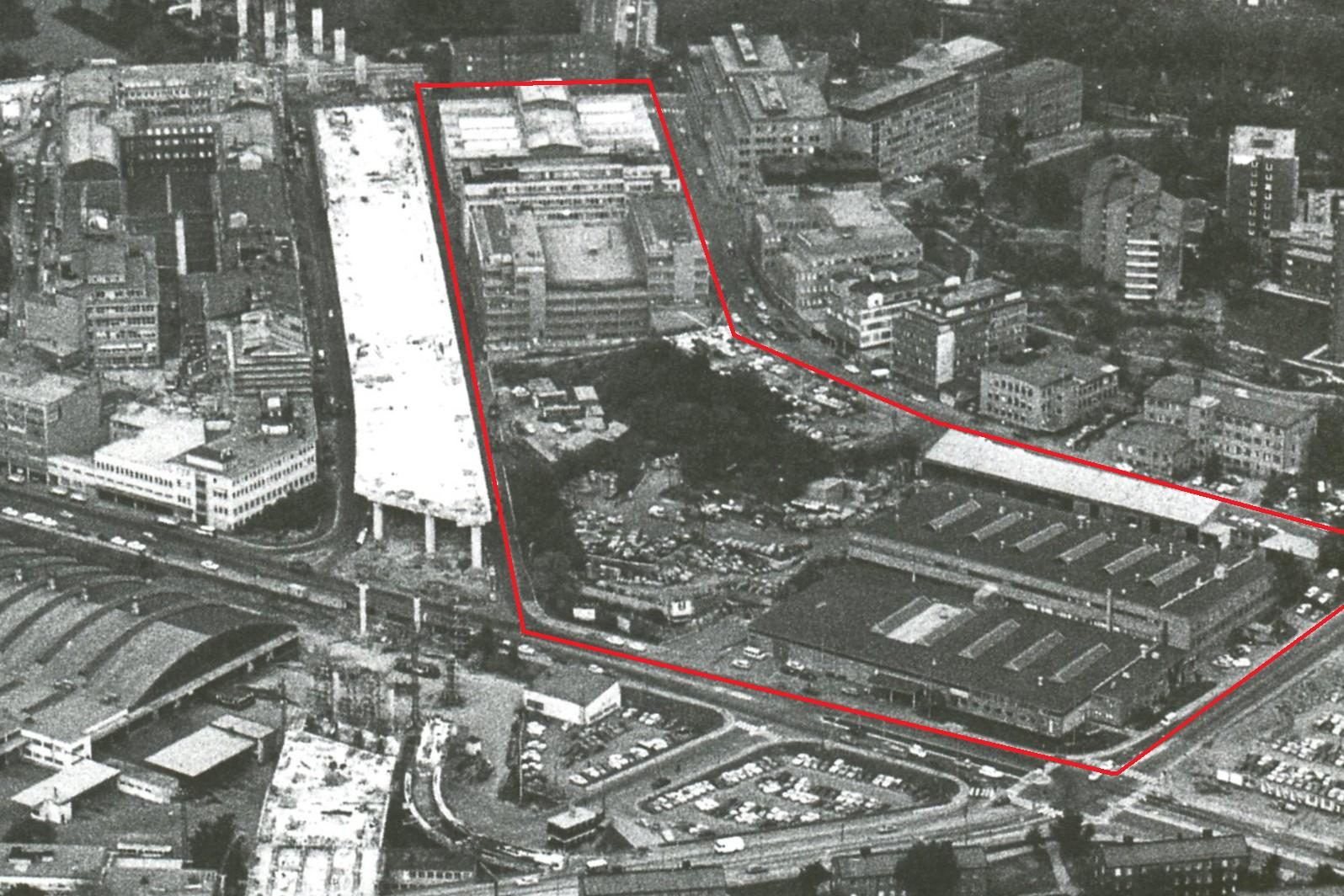
Essingeledens viadukt byggs 1968. Kvarteret Lustgården inom röd ram.

Fram till mitten av 1980-talet var fastigheten Lustgården 14 obebyggd. Här fanns en större parkeringsplats, medan i de övriga kvarteren hade industrier och kontorshus redan växt upp. I mitten av 1980-talet uppfördes kontorsbebyggelsen genom det kommunala fastighetsbolaget HIBY. Anläggningen ritades av Ramels arkitektkontor och bildade nio sammanbyggda punkthus i tegel med tre oktagonala innergårdar.
Fastigheten förvärvades i början av 2000-talet av Skanska med avsikten att riva 1980-talsbyggnaderna. Rivningen motiverades med att det var lågt i tak, mörka lokaler uppdelade på många byggnadskroppar samt att huset inte var miljöriktigt och energieffektivt. Fastigheten hade även under många år outhyrda lokaler och enbart en ombyggnad ansågs kunna undanröja en del av bristerna.

## Den nya bebyggelsen
År 2010 fastställdes en ny detaljplan som innebär att bebyggelsen rivs. Kvarteret kommer att bebyggas med kontor, bostäder och ett garage. Mot Lindhagensgatan planeras ett kontorshus med nio våningar, där de övre tre våningarna är indragna. Innanför kontorshuset föreslås två bostadshus i sju till elva våningar. Planen anger även att en förskola med fyra avdelningar skall placeras i bostadskvarteret samt att butiker och publika lokaler kommer att anordnas i bottenvåningen mot Lindhagensgatan och Warfvinges väg. För att förbättra kommunikationerna planeras genom den södra delen av kvarteret en ny lokalgata; Lustgårdsgatan.
Den första delen som omfattar 35 000 kvadratmeter kontor och garage påbörjades 2011 och blev klar 2013. Därefter uppfördes bostäder ovanpå garagedelen samt ytterligare kontor. Totalt omfattar projektet 55 000 kvadratmeter kontor. Skanska kommer själva att flytta sitt huvudkontor till kvarteret och hyra cirka hälften av ytan. Hela projektet blev färdigt 2014 och beräknades kosta cirka 1,4 miljarder kronor.

## Bilder

### Kvarteret under omvandling 2010-2012

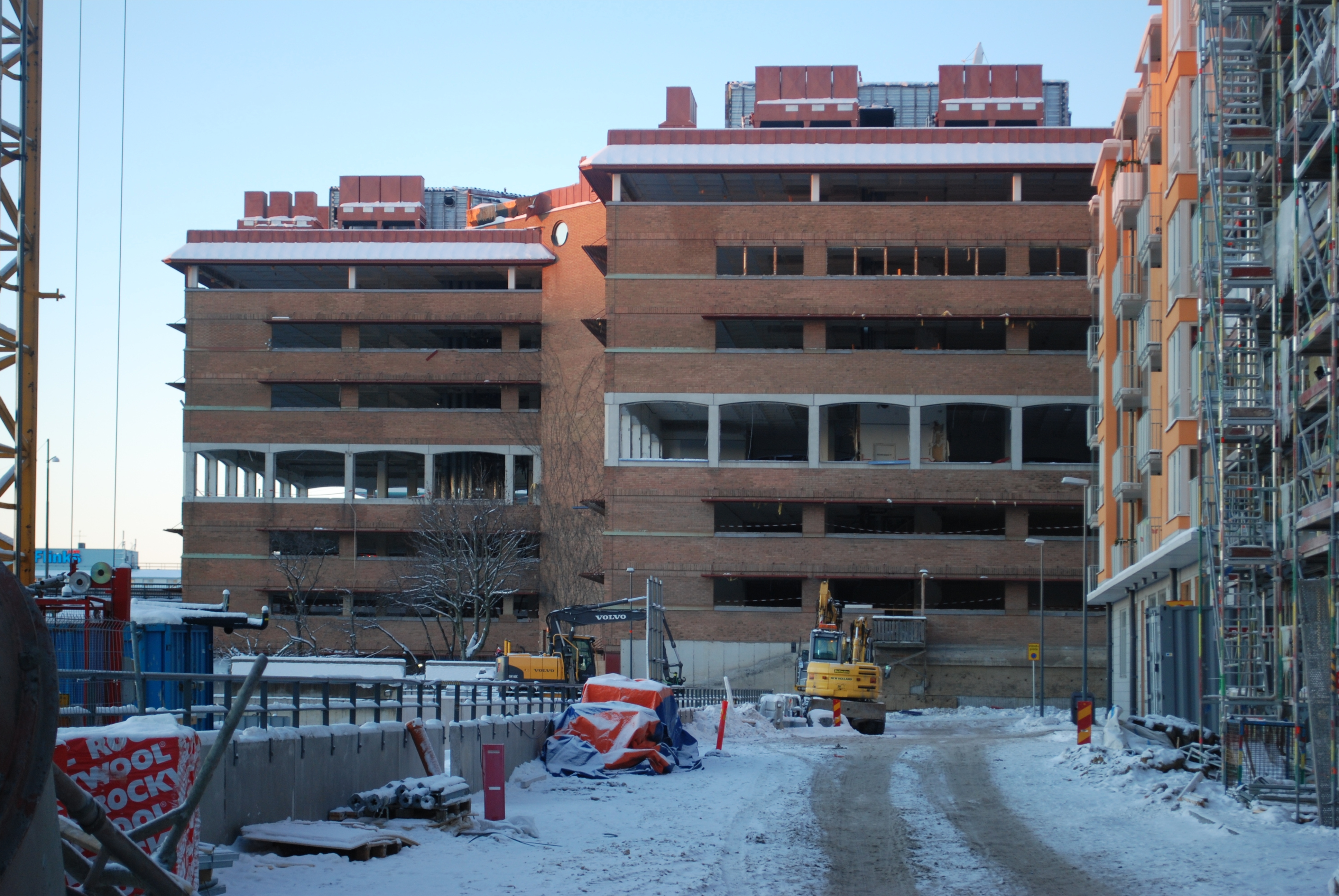
December 2010
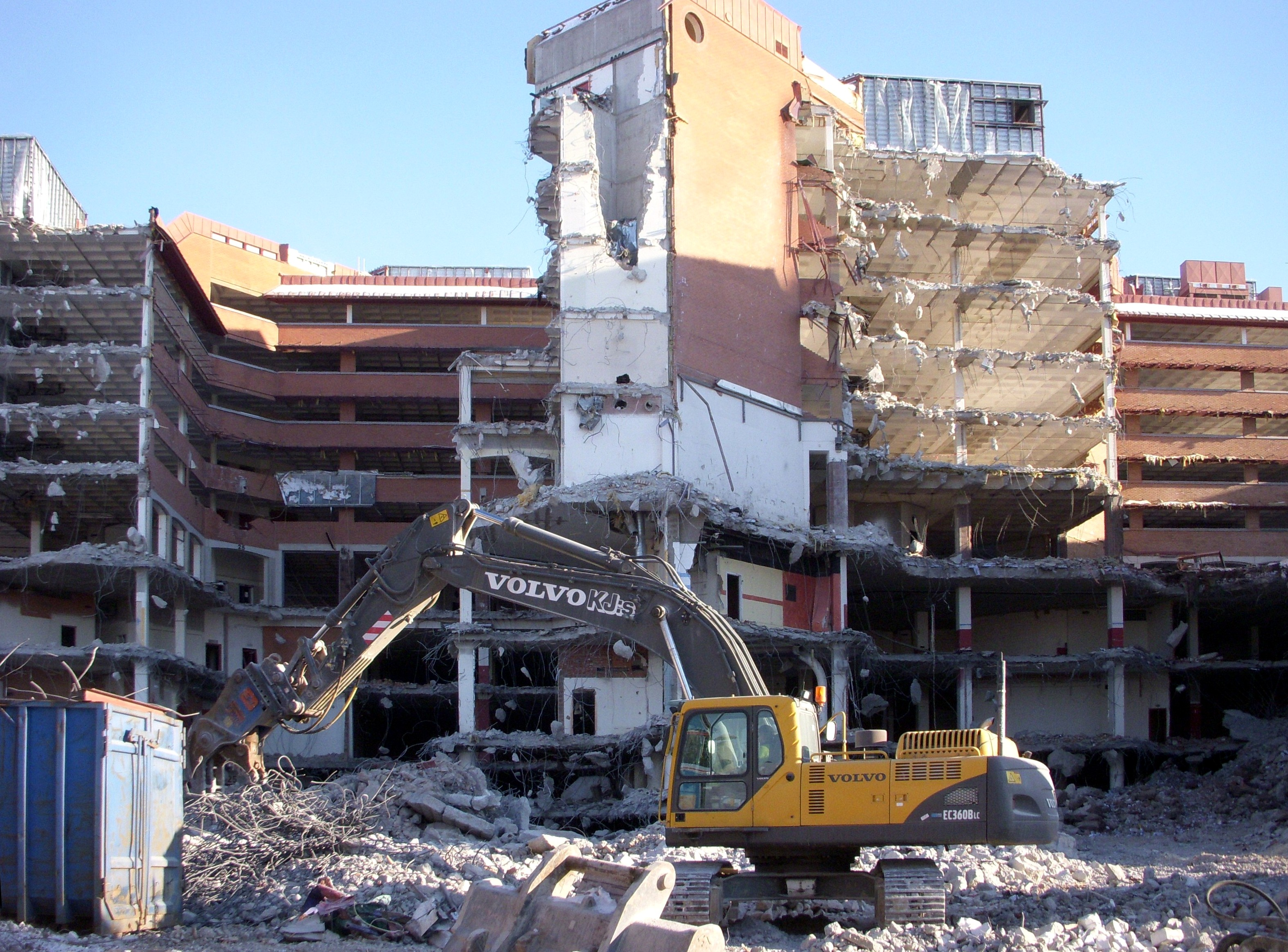
Februari 2011
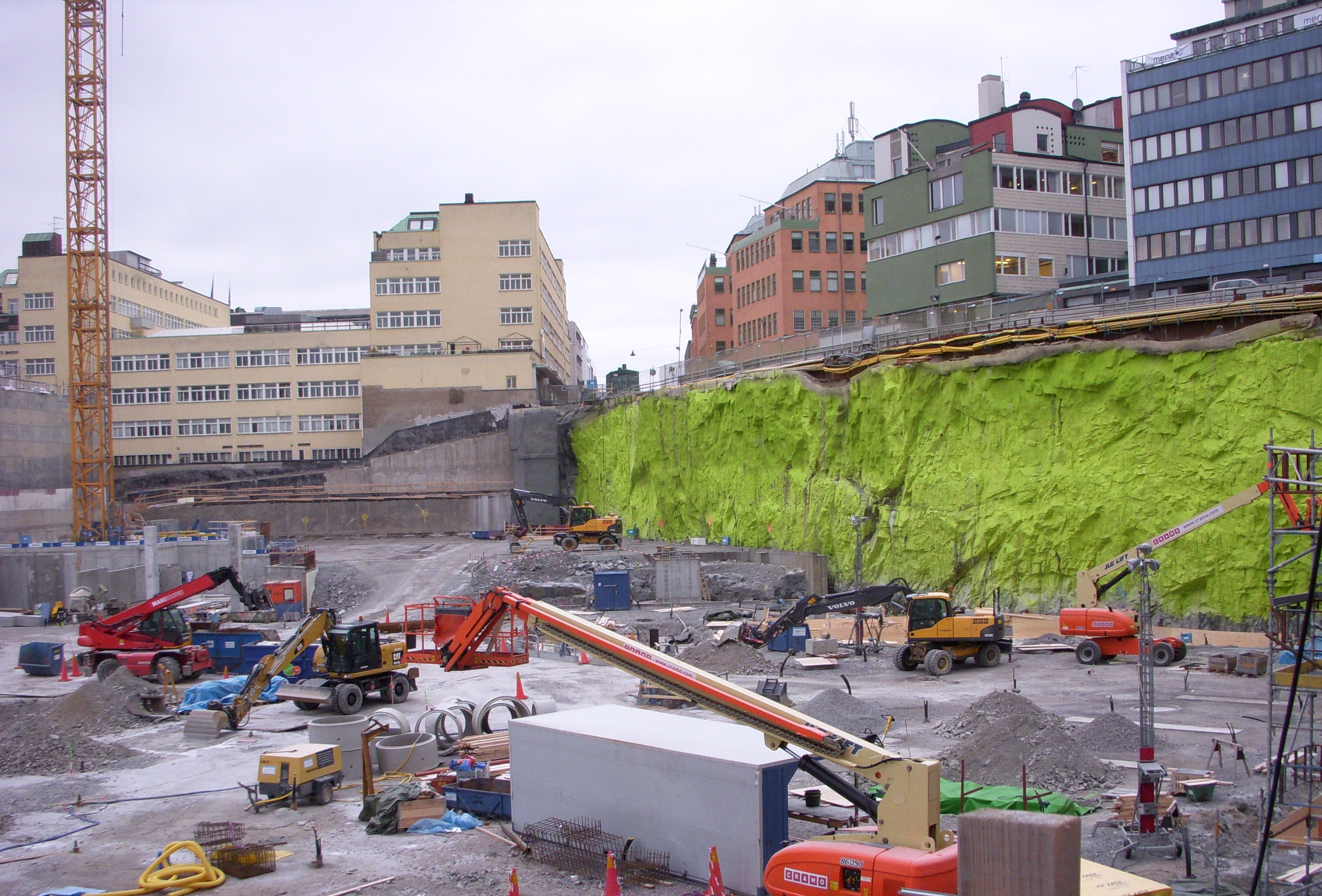
Januari 2012
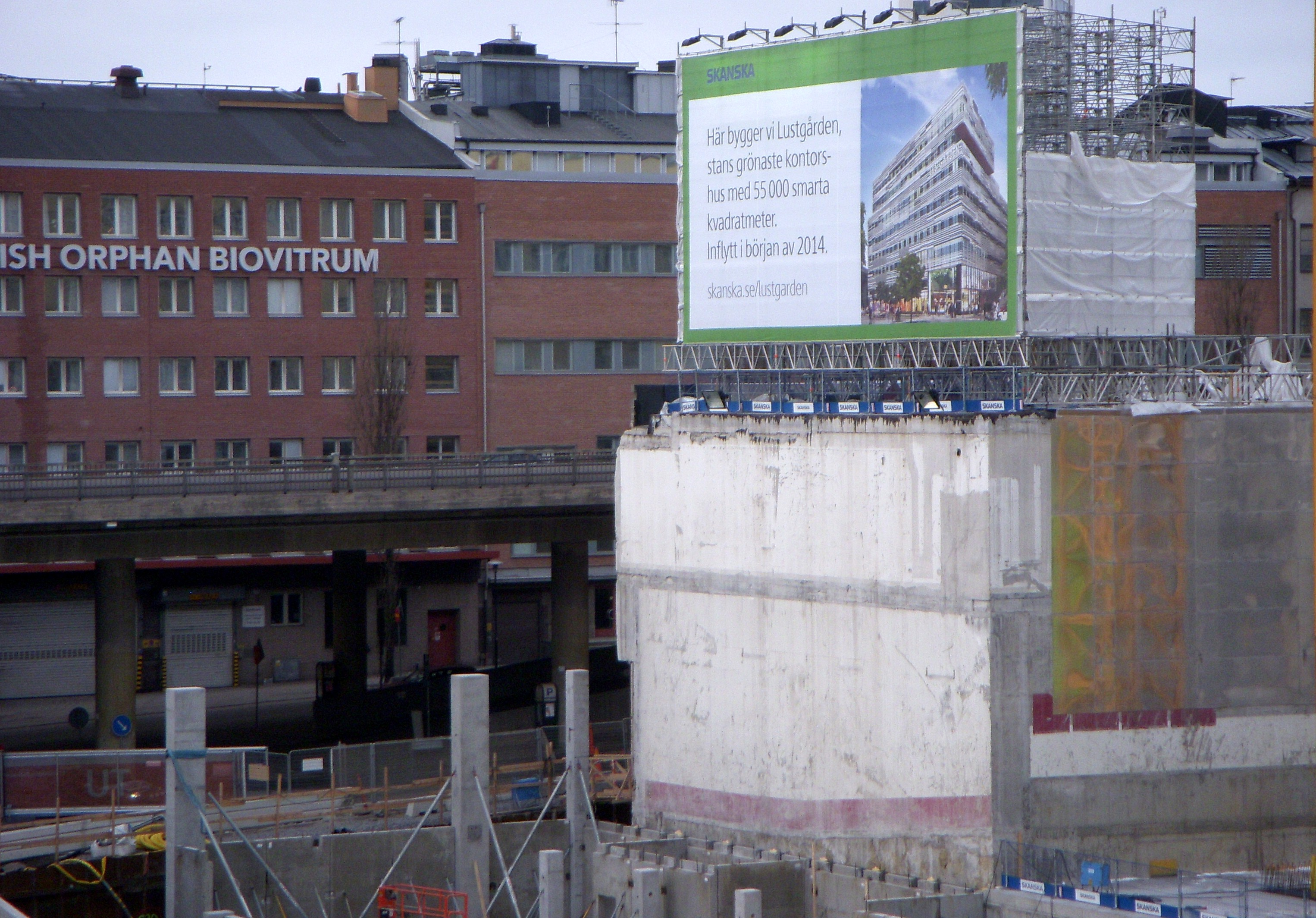
Januari 2012

### Den nya bebyggelsen

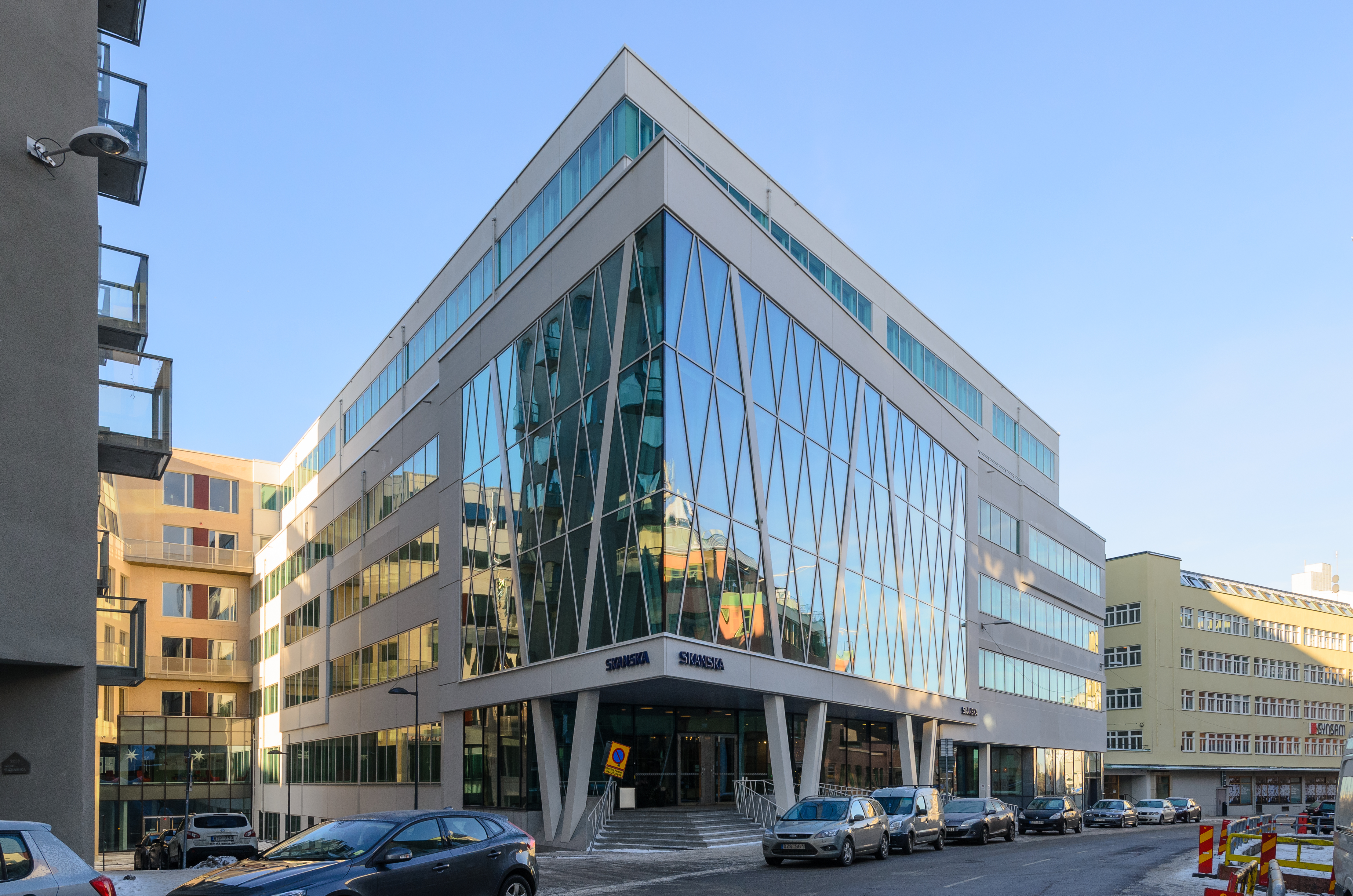
Skanskas huvudkontor mot Warfvinges väg.
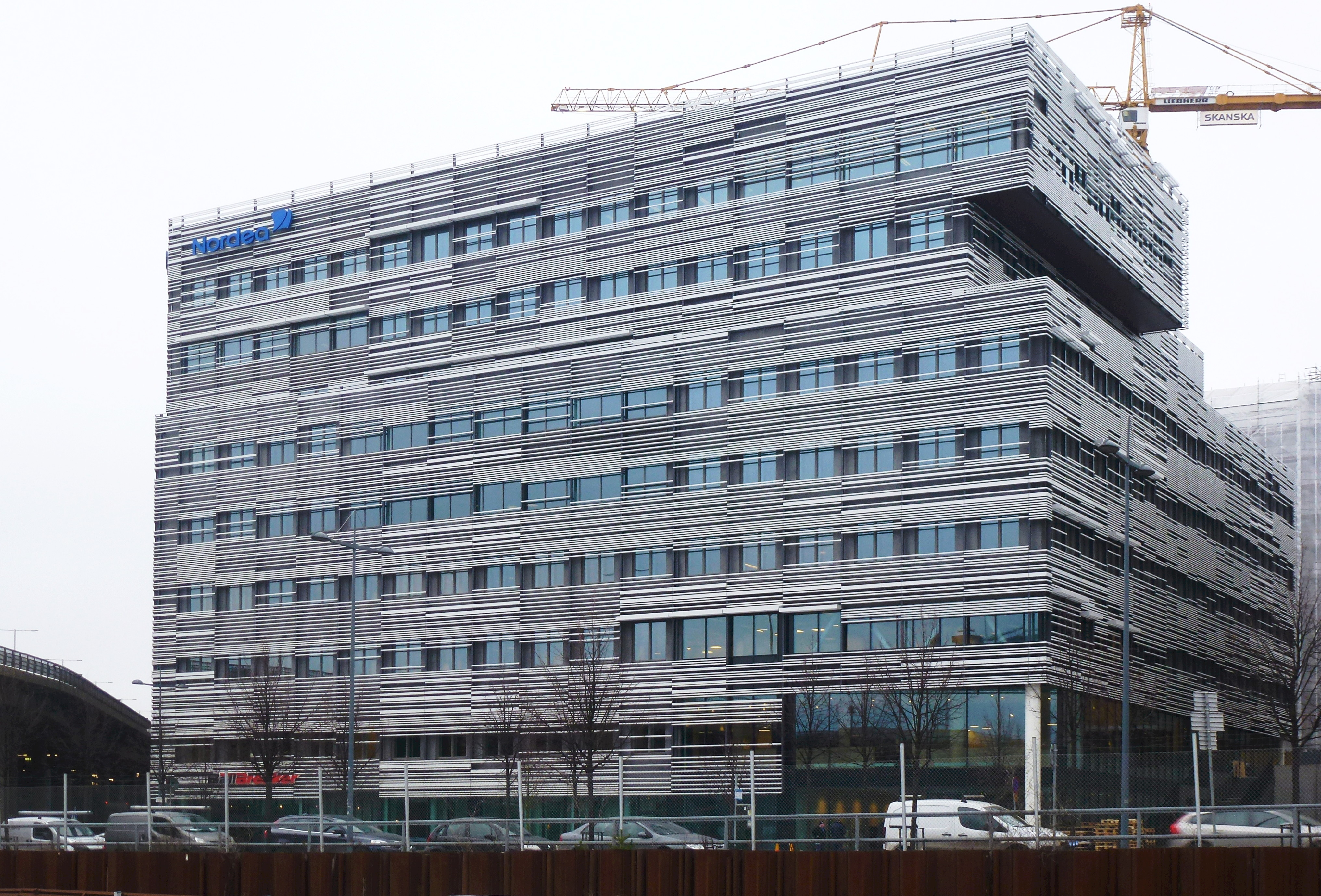
Kontorshus mot Lindhagensgatan.
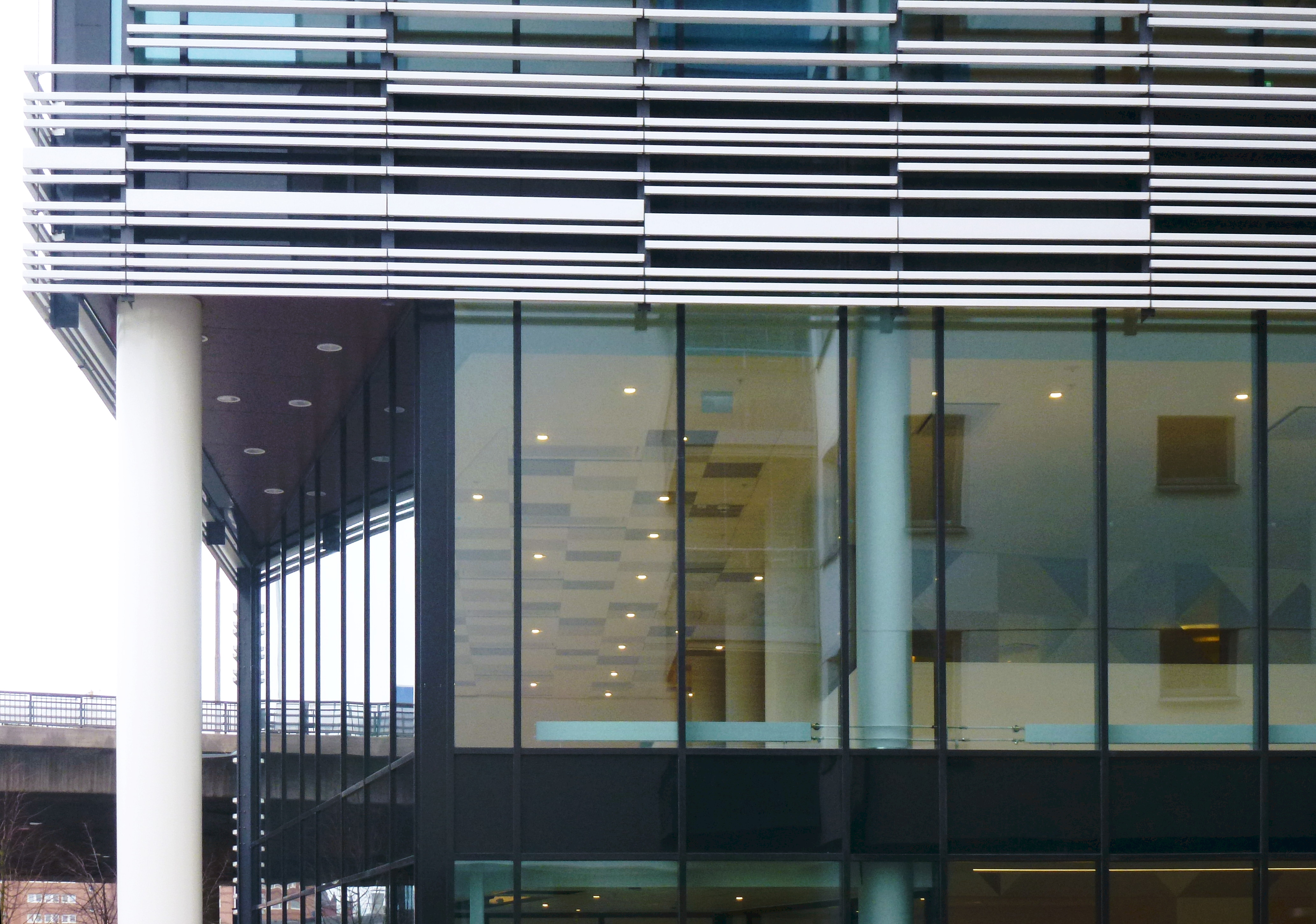
Detalj av kontorshuset.
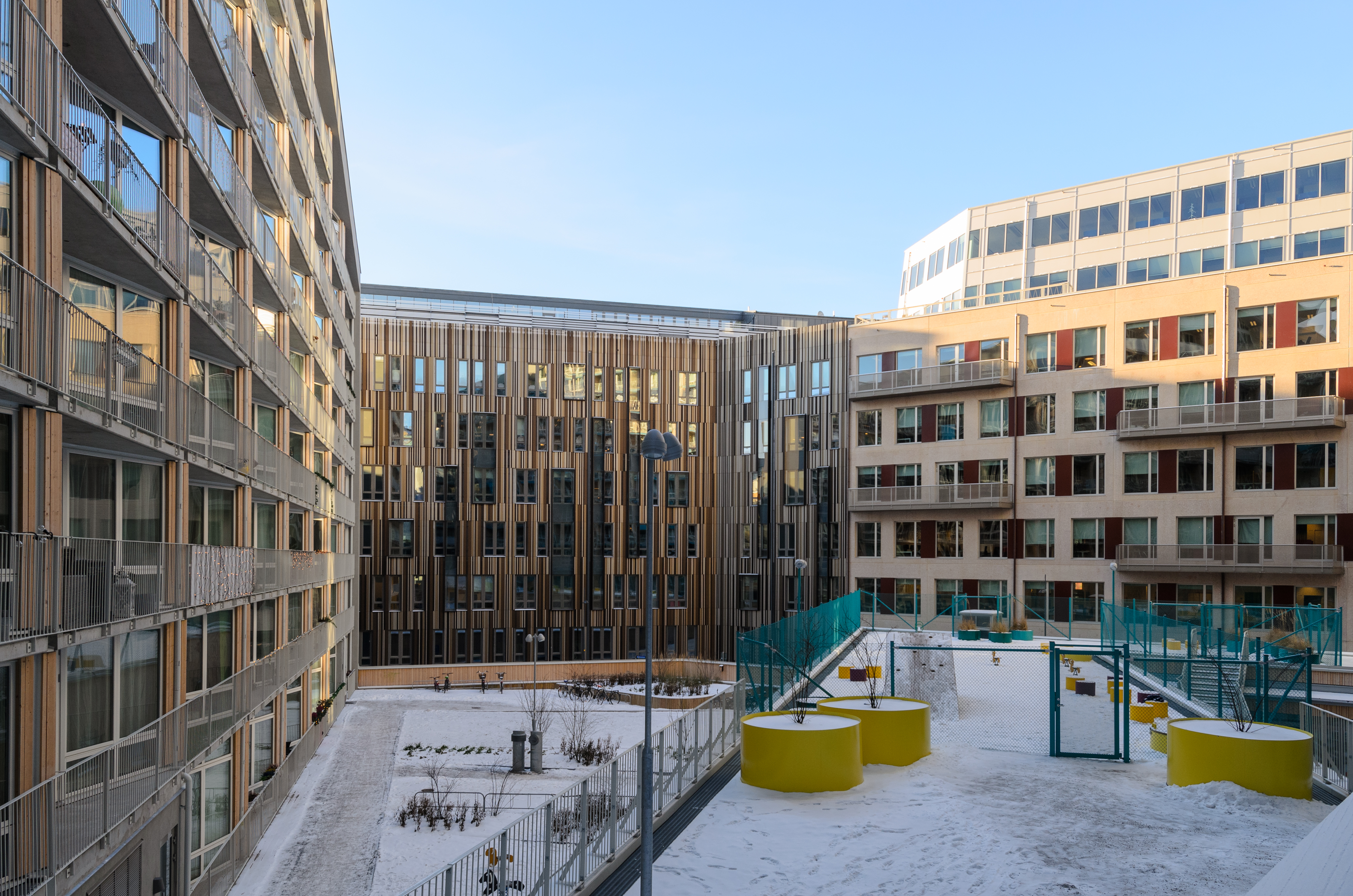
Innergård i kvarteret.